# التقبيب

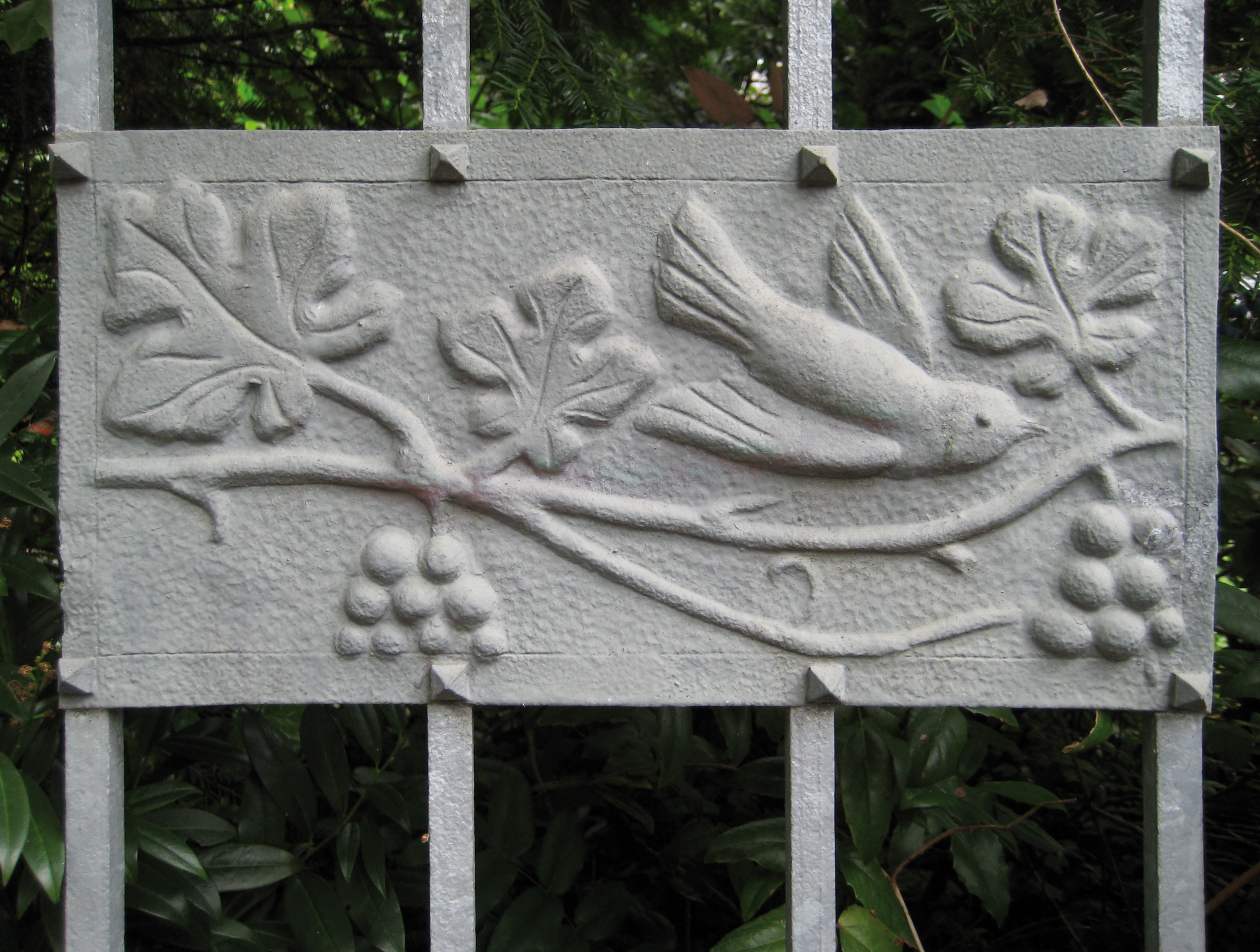
تقبيب لوح من الصفيح ، أحد أنواع تشكيل المعادن.

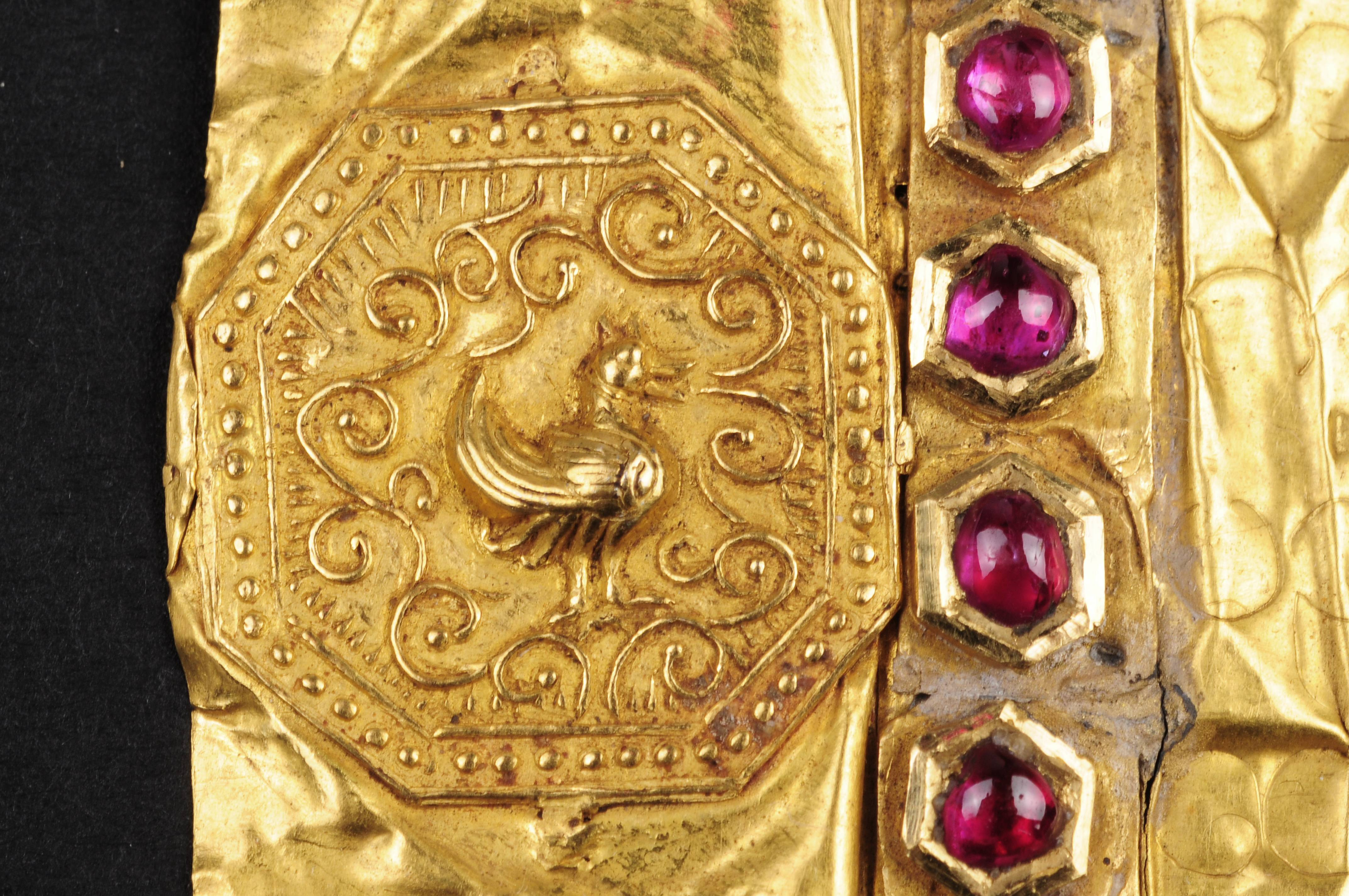
تقبيب
طائر "هامزا" الخيالي على أحد القطع الذهبية (ألمانيا 1756).

التقبيب أو الصفارة هو أحد طرق تشكيل المعادن على اختلاف انواعها (خصوصاً النحاس والفضة والذهب) وزخرفتها والنقش عليها وذلك بالطرق على بعض اجزاء الشكل من الخلف لتصبح هذه الاجزاء بارزة أو الطرق عليها من الامام لتصبح غائرة وتوضع قطعة النحاس على سطح مائدة عليها قطعة قماش صوف سميكة (بطانية). يصطلح عليها عند العامة باسم النقش أو الضغط على المعادن، وأحياناً الصفارة ويسمى من يمتهنها «صفّاراً». وهنالك أسواق مشهورة في بغداد والحلة والكويت تسمى سوق الصفافير تنتشر فيها معامل التقبيب وبائعوها ولا تزال قائمة إلى اليوم.
يعتبر التقبيب أو الضغط على النحاس حرفةً من الحرف التي يتقنها بعض الناس، والتي ينتجون منها أعمالا فنية رائعة الجمال في رسم لوحاتٍ من النحاس والكتابة عليها، أو النقش، والضغط عليها لإبراز أشكالٍ ورسومات فنية.
يتم حفر الشكل الخارجي للعنصر الزخرفي أو الخطي والطرق حوله حتى يبرز القسم الداخلي للزخرفة ويشمل عمل النقش تزيين الأوعية المنزلية من صوان ودلال قهوة ومناسف وأبواب خارجية وكؤوس ولوحات تزيينية.. كما يستحب استخدام النحاس السميك أي ما فوق 1-2 ملم في النقش وليس النحاس الرقيق.
ويستخدم في النقش علي النحاس أدوات تتمثل في منضدة خشبية ومطارق حديدية خفيفة ومتنوعة وأقلام الحفر الفولاذية والأزاميل والأحماض المؤثرة التي تستخدم في التلوين وأقلام الرسم.

## أعمال شهيرة

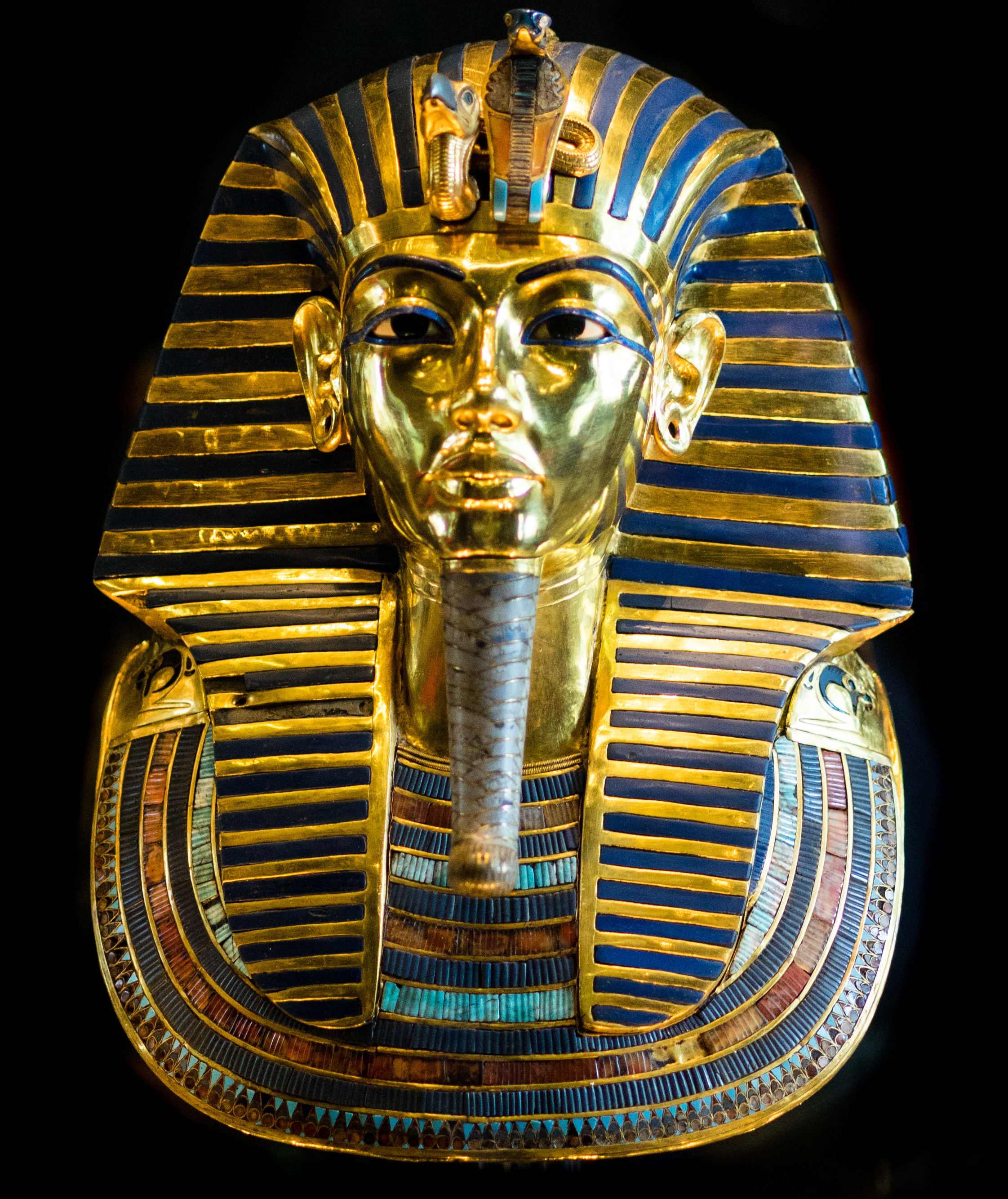
قناع مومياء توت عنخ آمون

من الأعمال الشهيرة للتقبيب نجد التمثال الذهبي لرأس توت عنخ آمون من الأسرة الثامنة عشر في مصر القديمة. ونجد فيه أحجارا ثمينة مثل أحجار اللازورد مطعمة في مساحات غائرة بطريقة التقبيب. ونجد أن معظم قناع الرأس قد صنع بطريقة التقبيب كما لو كان الرأس كله من صفيحة ذهبية واحدة، إلا أن ذقن التمثال وتمثالي الحدأة والثعبان الذهبيين فهما من الذهب المصبوب ثم ثبتوا على رأس التمثال.
مثال آخر لأحد التماثيل الكبيرة المشكلة في العصر الحديث نجده في تمثال الحرية في نيويورك. يوجد التمثال مرفوعا عاليا في مدخل خليج نيويورك على جزيرة صغيرة. تم تشكيل التمثال بواسطة تقبيب صفائح من النحاس باستخدام قوالب من الخشب مع طرقها.

## معرض صور

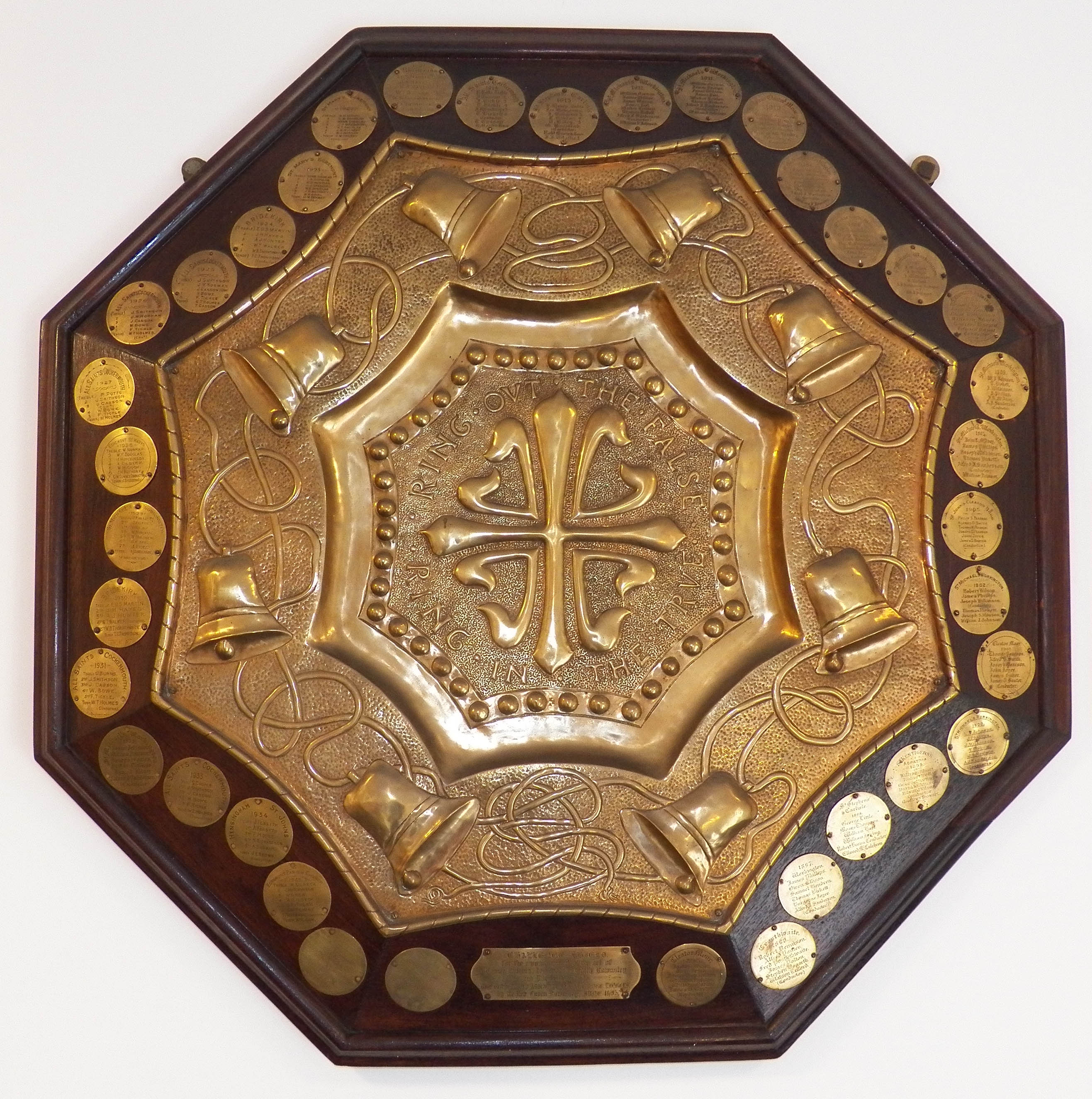
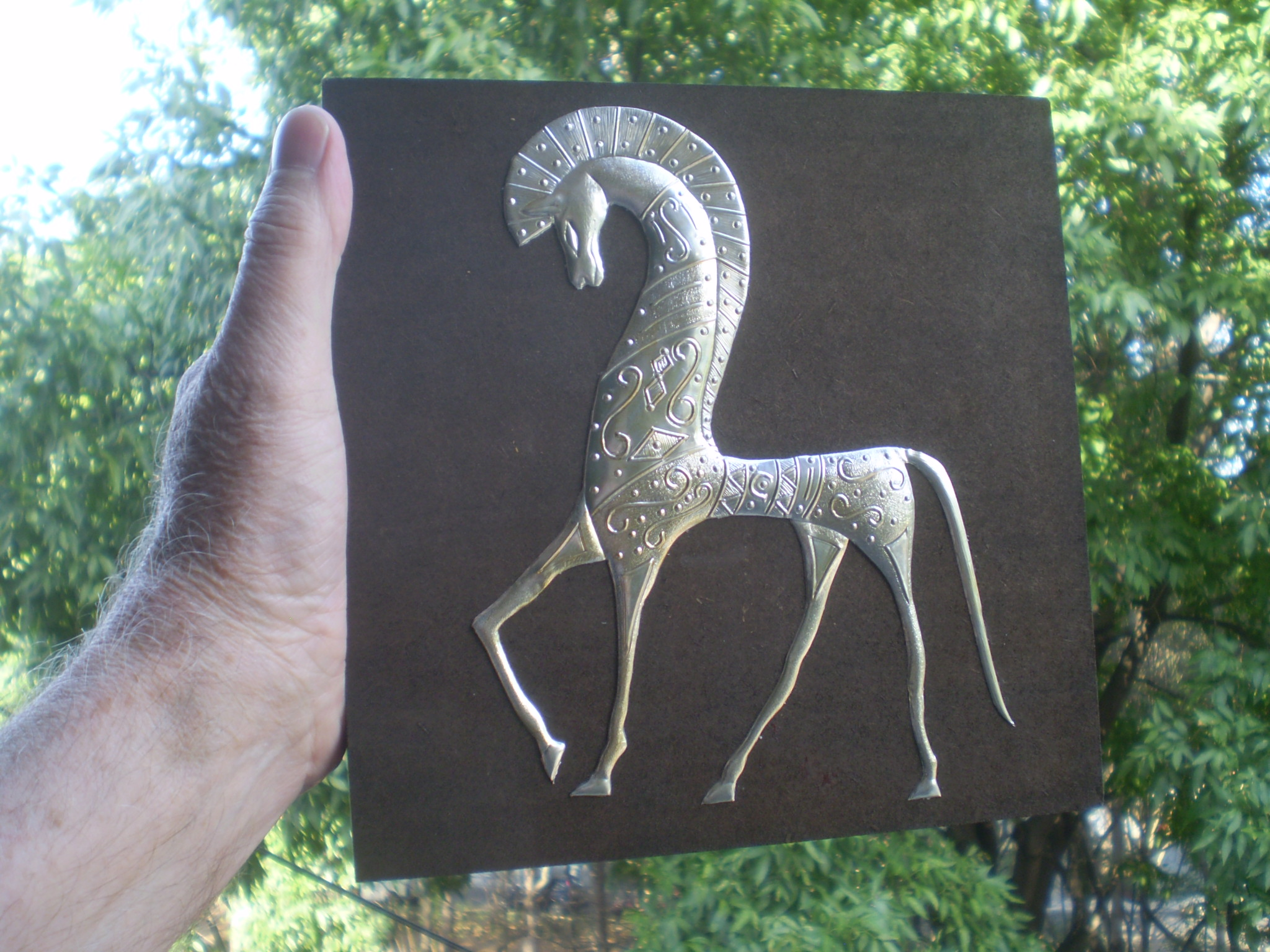
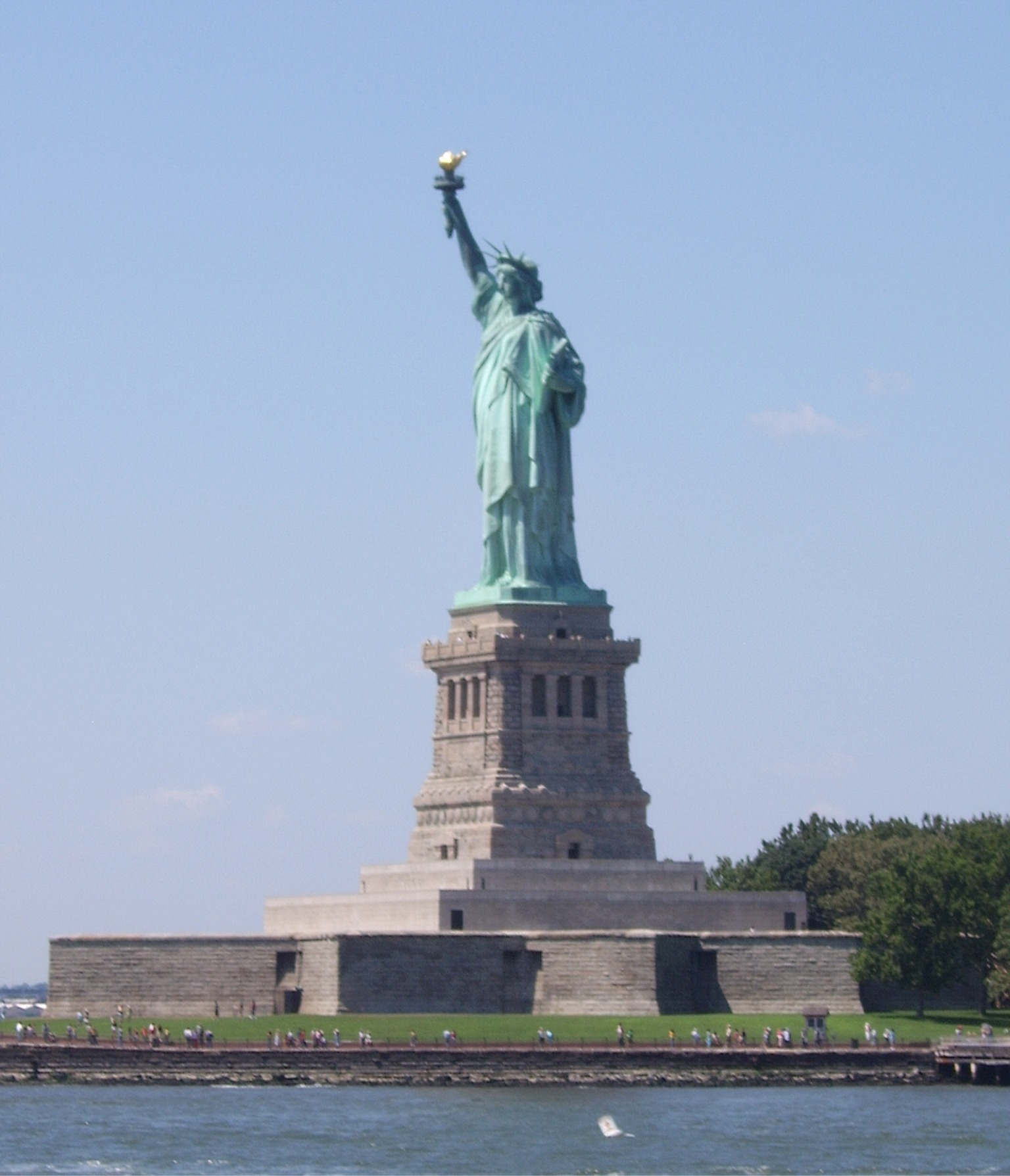
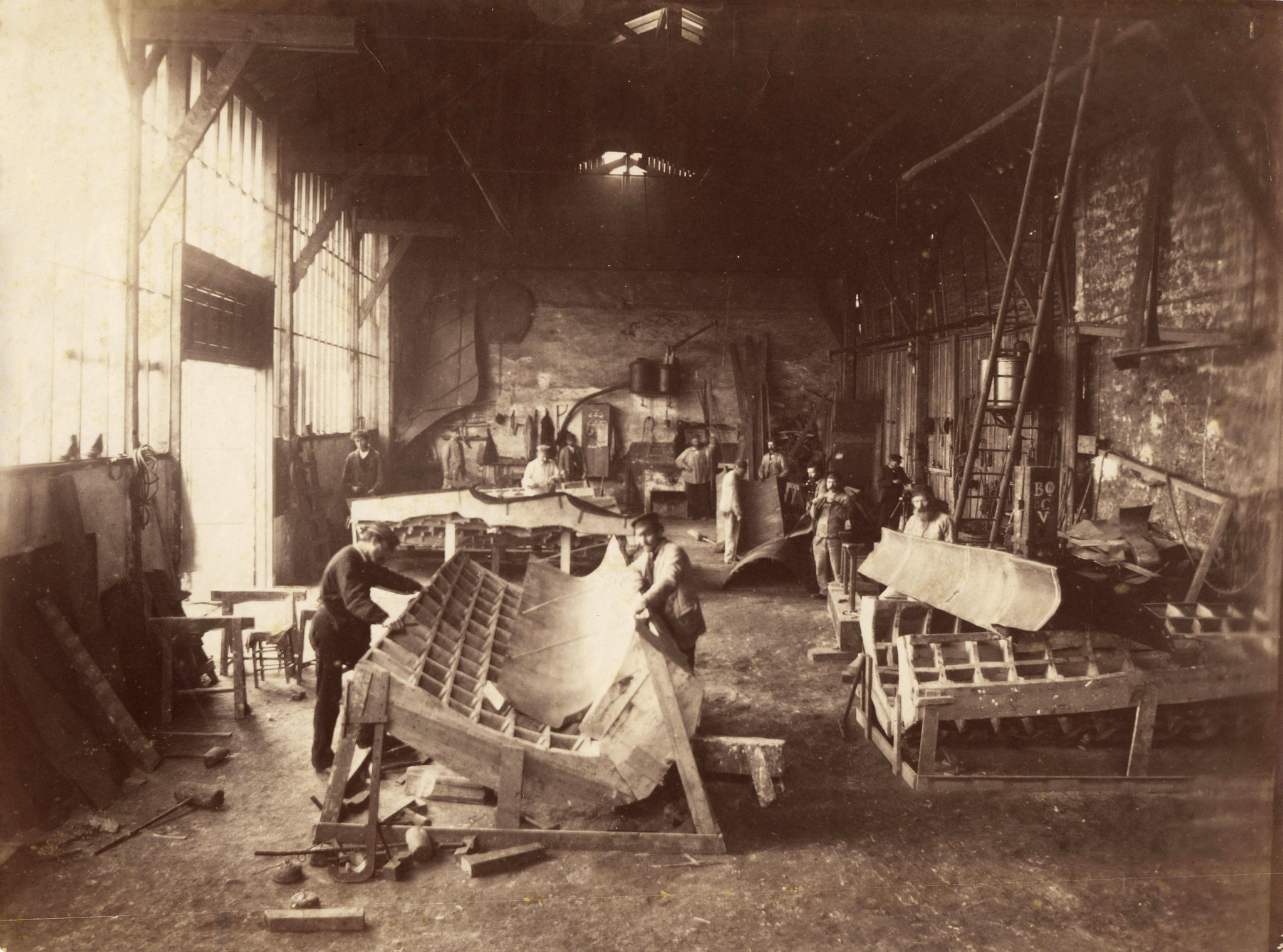

## اطلاعات أخرى
- Coatsworth، Elizabeth؛ Pinder، Michael (2002). Hines، John؛ Cubitt، Catherine (المحررون). The Art of the Anglo-Saxon Goldsmith: Fine Metalwork in Anglo-Saxon England, its Practice and Practioners. Anglo-Saxon Studies. Woodbridge: The Boydell Press. ج. 2. ISBN:0-85115-883-8. {{استشهاد بكتاب}}: الوسيط |ref=harv غير صالح (مساعدة) والوسيط غير المعروف |lastauthoramp= تم تجاهله يقترح استخدام |name-list-style= (مساعدة)
- Corwin، Nancy Megan. Chasing & Repoussé. Brynmorgen Press. ISBN:978-1-929565-32-0.
- Googerty، Thomas Francis (1911). Hand-forging and Wrought-iron Ornamental Work. Popular mechanics Company. ص. 134. مؤرشف من الأصل في 2020-04-19.
- Maryon، Herbert (1971). "Repoussé Work". Metalwork and Enamelling (ط. 5th). New York: Dover. ISBN:0-486-22702-2. {{استشهاد بكتاب}}: الوسيط |ref=harv غير صالح (مساعدة)